# Cherry Pop
Cherry Pop este un single al cântăreței Alexandra Stan lansat pe 28 mai 2014 și extras de pe cel de-al doilea album al acesteia, Unlocked. Melodia este compusă de Alexandra Stan împreună cu Erik Lidbom și Lukas Hällgren. 

## Videoclip
Filmările au avut loc într-un decor special construit la studiourile din Buftea în regia lui Khaled Mokhtar. Videoclipul a fost încărcat pe YouTube pe 28 mai 2014 pe contul oficial al artistei și are în prezent peste 2.000.000 de vizualizări. 

## Performanța în topuri
Piesa a ajuns pe locul 1 în "iTunes Japonia Dance Chart" la doar două ore de la lansare când single-ul a debutat direct pe poziția a 5-a.  Își face apariția și în "Japan Hot 100", top unde stă timp de o săptămână și ocupând locul 64. 
Singel-ul debutează în Romanian Top 100 pe locul 82 la începutul lunii iulie, în cea de-a doua săptămână ocupând poziția 74.
Piesa debutează și în topul "Hit Super 50" al celor de la "Radio 21" pe locul 48.